# Monster Magnet
Monster Magnet är ett amerikanskt stonerband och brukar ofta räknas till subgenren stonerrock, som startades av Dave Wyndorf (tidigare Shrapnel) 1989. 

## Historia
Dave Wyndorf rekryterade Tim Cronin (sång), John McBain (elgitarr), Joe Calandra (elbas) och John Kleiman (trummor), alla från New Jersey, USA. Bandets första utgåva var en självbetitlad EP, Monster Magnet, på det tyska skivbolaget Glitterhouse Records. Wyndorf tog sedan över som sångare medan Cronin blev bandets man bakom scenen. 
Caroline Records skrev kontrakt med bandet och 1991 spelades skivan Spine of God in. Nästa utgåva, 25............Tab, var en märklig historia som innehöll den 32 minuter långa låten "Tab...". Bandets talang på scenen gjorde att det började hända saker och de fick skivkontrakt med A&M Records. McBain sparkades på grund av personliga konflikter med Wyndorf och Ed Mundell ersatte på elgitarr. Superjudge blev nästa utgåva, men den sålde inte speciellt bra, trots låtar som rockiga "Twin Earth", lugna "Cage Around the Sun" och bluescovern "Evil". Den poppigare uppföljaren Dopes to Infinity fick en hitsingel i form av "Negasonic Teenage Warhead", men sålde ändå bara aningens bättre än Superjudge.
Wyndorf flyttade till Las Vegas, Nevada för att skriva låtar till Powertrip (1998), som blev deras genombrott.På Powertrip tog de ett steg från sin vanliga lo-fi stonerrock och använde mer gitarrer och tyngre trumkomp. Den första singeln "Space Lord" blev en stor radiohit och bandet turnerade tillsammans med band som Aerosmith, Metallica och Marilyn Manson.  Gitarristen Phil Cavaino anslöt till bandet 1998.  
Deras sista skiva på A&M Records blev God Says No (2001). Efter denna lämnade Joe Calandra och Jon Kleiman bandet efter interna konflikter med Wyndorf. De ersattes av Jim Baglino och Bob Pantella. 
År 2003 skrev Monster Magnet skivkontrakt med det europeiska bolaget SPV Records, och 2004 utgavs Monolithic Baby i Europa. Skivan släpptes senare i USA May på SPV America. Phil Cavaino lämnade bandet efter sju års tjänst i mars 2005. Enligt ledaren Wyndorf skedde det helt vänskapligt.
Monster Magnet är extra populära i Sverige, och har spelat där vid ett flertal tillfällen.

## Medlemmar
Nuvarande medlemmar

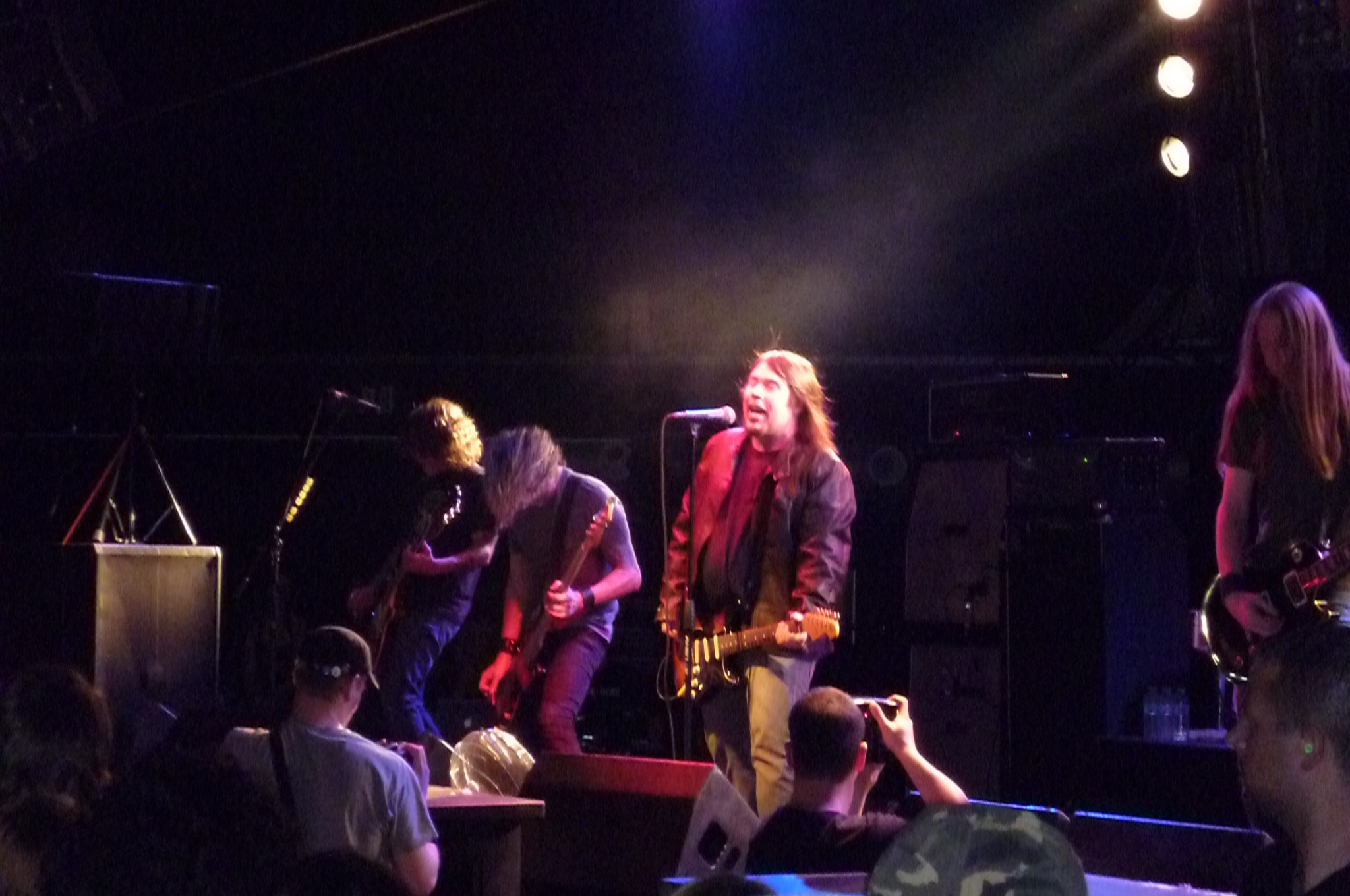
Monster Magnet live på Garage (Saarbrücken), 2010.

- Dave Wyndorf – sång, rytmgitarr (1989– )
- Phil Cavaino – rytmgitarr (1998– )
- Bob Pantella – trummor (2004– )
- Garrett Sweeny – sologitarr (2010– )
- Chris Kosnik – basgitarr (2013– )

Tidigare medlemmar
- John McBain – sologitarr (1989–1993)
- Tim Cronin – trummor, sång (1989–1991)
- Tom Diello – trummor (1989–1991)
- Jon Kleiman – trummor (1991–2001)
- Joe Calandra – basgitarr (1991–2001)
- Ed Mundell  – sologitarr (1993–2010)
- Jim Baglino – basgitarr (2001–2013)

## Diskografi

### Studioalbum
- Spine of God (1991)
- Superjudge (1993)
- Monster Magnet Interview Disc (1995)
- Dopes to Infinity (1995)
- Powertrip (1998)
- God Says No (2000)
- Monolithic Baby! (2004)
- 4-Way Diablo (2007)
- Mastermind   (2010)
- Last Patrol (2013)
- Milking the stars: A Re-imagining of Last Patrol (2014)
- Cobras and Fire (The Mastermind Redux) (2015)
- Mindfucker (2018)

### EP
- We're Stoned, What Are You Going to Do About It? (1989)
- 25............Tab (1992)
- I Talk to Planets (1995)
- Fuel From Powertrip (1998)
- Let It Ride (1998)
- 3 Songs From God's Jukebox (2001)
- 5 Reasons to Testify (2001)
- Dopes (2011)

### Singlar (urval)
- "Negasonic Teenage Warhead" (1995) (US Alt. #26, US Main. #19)
- "Space Lord" (1998) (US Alt. #29, US Main. #3)
- "Powertrip" (1998) (US Main. #20)
- "Temple of Your Dreams" (1999) (US Main. #25)
- "Silver Future" (2000) (US Main. #15)
- "Heads Explode" (2001) (US Main. #26)
- "Unbroken (Hotel Baby)" (2004) (US Main. #31)

### Samlingsalbum
- It's a Satanic Drug Thing... You Wouldn't Understand (1992)
- Greatest Hits (2003)
- 20th Century Masters - The Millennium Collection: The Best of Monster Magnet (2007)
- Space Lords (2012)

### Demo
- Forget About Life, I'm High On Dope (1989) (kassett)
- Monster Magnet (1990)